# Ioane Petrizi

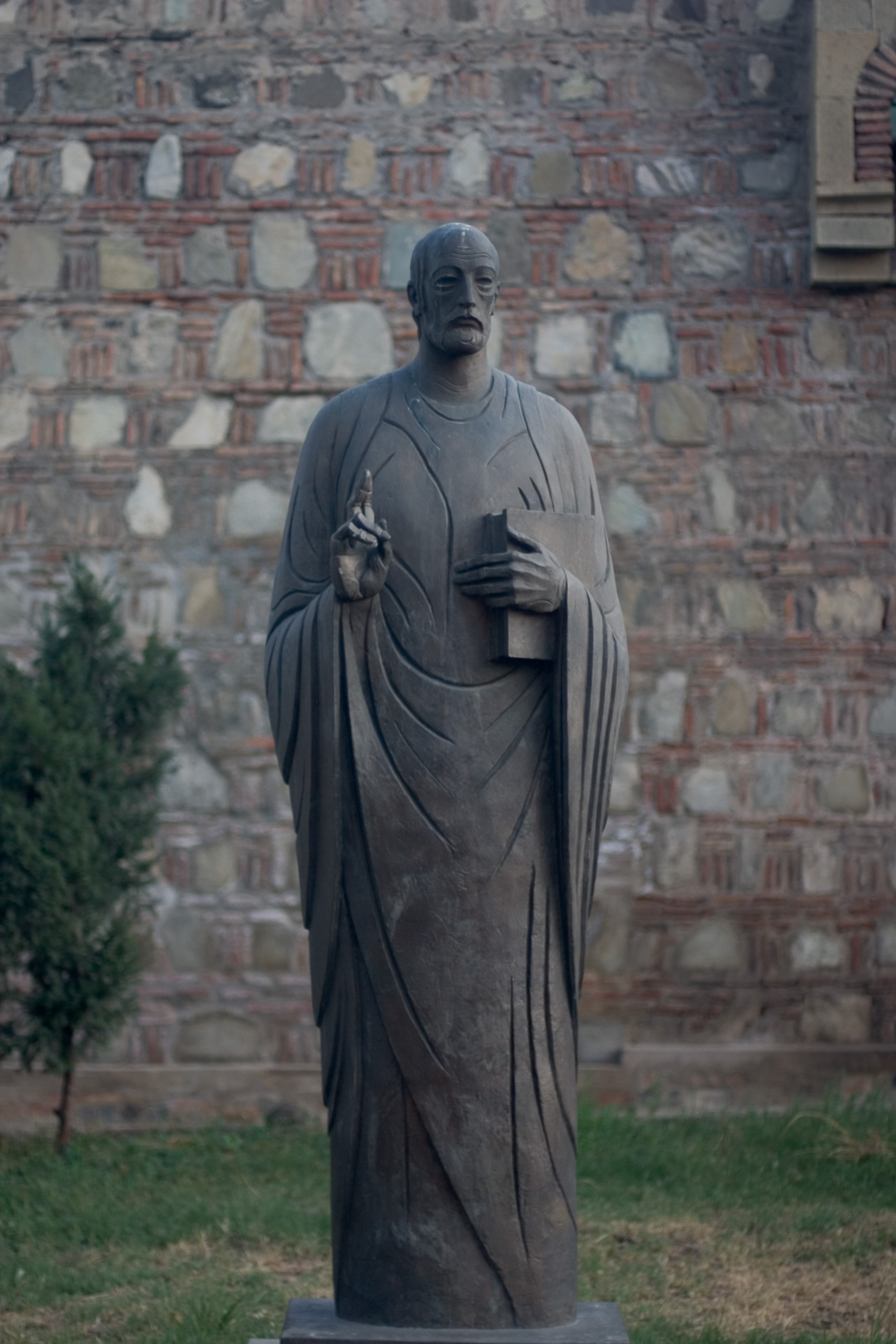
Denkmal von Ioane Petrizi in Tiflis

Ioane Petrizi (georgisch იოანე პეტრიწი; * wohl im 12. Jahrhundert; † spätestens im frühen 13. Jahrhundert) war ein georgischer Philosoph. Er ist hauptsächlich für seinen Kommentar zu den Grundlagen der Theologie des antiken Neuplatonikers Proklos bekannt. Außerdem hatte er starken Einfluss auf die Entwicklung der georgischen Sprache und Kultur. 

## Leben
Der traditionellen Lehrmeinung zufolge lebte Petrizi Ende des 11. bis Anfang des 12. Jahrhunderts, war ein Schüler des Johannes Italos, war zuerst in Konstantinopel tätig, dann im Petrizonikloster (heute Kloster Batschkowo) in Bulgarien und schließlich in der Zeit Dawits IV. des Erbauers in der Akademie von Gelati in West-Georgien. Nach neueren Forschungen, die auf sprachlichen Untersuchungen basieren, hat Petrizi in der zweiten Hälfte des 12., spätestens zu Beginn des 13. Jahrhunderts gelebt.

## Werk
Nach der traditionellen Lehrmeinung hat Petrizi vor allem in seiner Zeit in der Akademie von Gelati Texte von Flavius Josephus und Johannes Sinaites übersetzt. Er soll eine georgische Grammatik verfasst, Hymnen geschrieben und Übersetzungen aus der Bibel und Kommentare dazu verfasst haben.
Nach der neueren Forschungsmeinung, der zufolge er rund 100 Jahre später lebte, hat er die bereits bestehenden Begriffe der Akademie von Gelati überarbeitet und in vielen Fällen die alten Begriffe durch eigene ersetzt. Dafür spricht auch die Tatsache, dass in der georgischen Literatur seit Ende des 12. Jahrhunderts eine Reihe neuer Begriffe auftauchen, die auch Petrizi verwendet; diese Begriffe könnten von ihm stammen.
Er betätigte sich als Übersetzer und Kommentator mit Proklos, dessen Philosophie er auch vertrat. Er kommentierte die Grundlagen der Theologie des Proklos. Er folgt Proklos in der Argumentationsweise, setzt jedoch Prioritäten. Neben dem Verhältnis zwischen dem allumfassenden Einen und den Vielen sind Petrizis Themen vor allem das Eine als Das Gute, die Arten des Guten, Grenze und Grenzenlosigkeit, die „Henaden“ (Einheiten), das wahrhaft Seiende, die Erkenntnisstufen, der Geist, die Seele, die Teilhabe, die Pronoia, die Ewigkeit, die Zeit, die Ursache und das Verursachte sowie die Materie. Er verwendete Beispiele aus der Mathematik, der Physik, der Logik und der Musik, um seine Sichtweise zu begründen. Außerdem kommentierte er auch andere Werke des Proklos, so etwa dessen Kommentare zu Platons Dialogen Timaios und Parmenides und die Platonische Theologie. Auch Aristoteles wird genannt, aber der „Göttliche“ und der „Theologe“ ist für Petrizi nur Proklos. 
Nach Petrizis Überzeugung ist das Eine immer ganz anders und unfassbar. Er vergleicht es mit der Sonne, die die Welt erleuchtet. Nur in Analogie lasse sich vom Einen reden. Petrizi wendet sich gegen Stoiker und Peripatetiker, die die Prinzipien und Ursachen der Erkenntnis im Körper und im Einzelwesen finden wollen. Nach Petrizi ist es nicht möglich, das Intelligible und Eine aus dem Empirischen heraus zu erkennen.
Petrizi betont im Epilog seines Kommentars die Übereinstimmung zwischen der platonisch-proklischen Philosophie und der biblisch-christlichen Tradition. Allerdings lassen seine Darlegungen erkennen, dass er sich mehr an Proklos als an der christlichen Überlieferung orientierte. Indizien hierfür sind:
- Das Eine ist für Petrizi die oberste Hypostase.
- Petrizi spricht kaum über den Willen Gottes. Die Schöpfung scheint eine ontologische Notwendigkeit zu sein.
- Petrizi sagt nichts über die Inkarnation Gottes.
- Die Materie ist die niedrigste Stufe der Wirkung des Einen.
- Den Sündenfall interpretiert er ebenfalls als ontologische Notwendigkeit.
- Petrizi scheint nicht an die Auferstehung des ganzen Menschen, d. h. der Seele und des Körpers, zu glauben.
- Die Welt ist für Petrizi genauso wie für Proklos ewig.[1]

## Schriften
- Ioane Petrizi: Kommentar zur „Elementatio theologica“ des Proklos. Übersetzung aus dem Altgeorgischen. In: Lela Alexidze, Lutz Bergemann (Hrsg.): Bochumer Studien zur Philosophie. Band 47. B.R. Grüner, Amsterdam, Philadelphia 2009, ISBN 978-90-6032-378-6.